# Phyllodesmium
Genre
Phyllodesmium est un genre de mollusques nudibranches carnivores de la famille des Facelinidae.

## Description
Ce sont de petits nudibranches éolidiens. Leur corps est allongé, avec un dos recouvert de longs cérates (appendices servant à la respiration, à la digestion et à la défense) et une tête pourvue de rhinophores (appendices sensoriels) et de tentacules buccaux. Leur aspect est souvent mimétique de celui des cnidaires dont ils se nourrissent, notamment les coraux mous de la famille des Xeniidae.
Comme chez le genre Sacoglossa, certaines espèces peuvent aussi utiliser les zooxanthelles de leurs proies pour obtenir un apport nutritif par photosynthèse.

## Liste des espèces
Selon World Register of Marine Species (11 octobre 2014) :
- Phyllodesmium acanthorhinum Moore & Gosliner, 2014
- Phyllodesmium briareum (Bergh, 1896)
- Phyllodesmium colemani Rudman, 1991
- Phyllodesmium crypticum Rudman, 1981
- Phyllodesmium fastuosum Ehrenberg, 1831
- Phyllodesmium guamense Avila, Ballesteros, Slattery, Starmer & Paul, 1998
- Phyllodesmium horridum (Macnae, 1954)
- Phyllodesmium hyalinum Ehrenberg, 1831
- Phyllodesmium iriomotense Baba, 1991
- Phyllodesmium jakobsenae Burghardt & Wägele, 2004
- Phyllodesmium kabiranum Baba, 1991
- Phyllodesmium karenae Moore & Gosliner, 2009
- Phyllodesmium koehleri Burghardt, Schrödl & Wägele, 2008
- Phyllodesmium lembehense Burghardt, Schrödl & Wägele, 2008
- Phyllodesmium lizardense Burghardt, Schrödl & Wägele, 2008
- Phyllodesmium longicirrum (Bergh, 1905)
- Phyllodesmium macphersonae (Burn, 1962)
- Phyllodesmium magnum Rudman, 1991
- Phyllodesmium opalescens Rudman, 1991
- Phyllodesmium parangatum Ortiz & Gosliner, 2003
- Phyllodesmium pecten Rudman, 1981
- Phyllodesmium pinnatum Moore & Gosliner, 2009
- Phyllodesmium poindimiei (Risbec, 1928)
- Phyllodesmium rudmani Burghardt & Gosliner, 2006
- Phyllodesmium serratum (Baba, 1949)
- Phyllodesmium tuberculatum Moore & Gosliner, 2009
- Phyllodesmium undulatum Moore & Gosliner, 2014

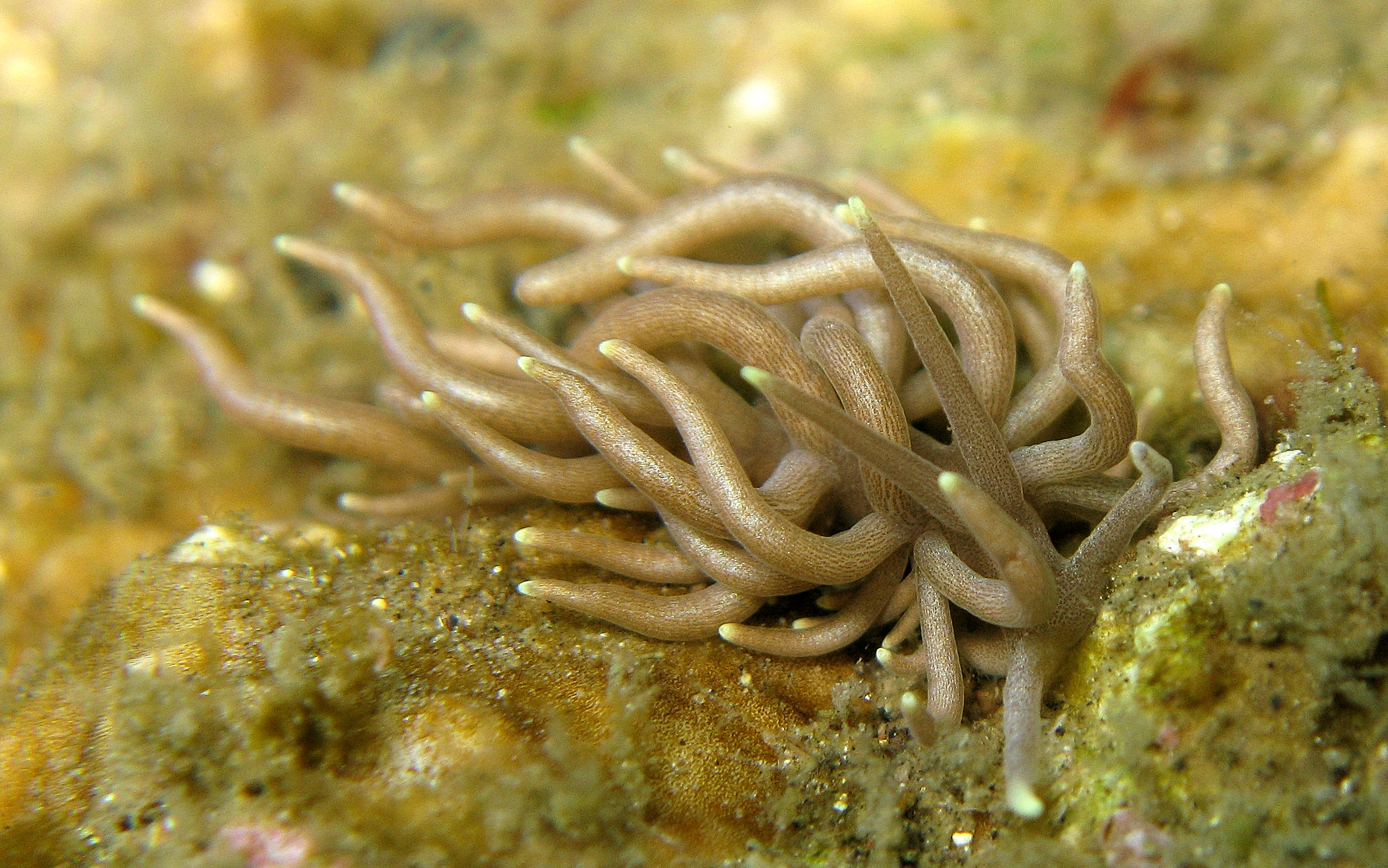
Phyllodesmium briareum.
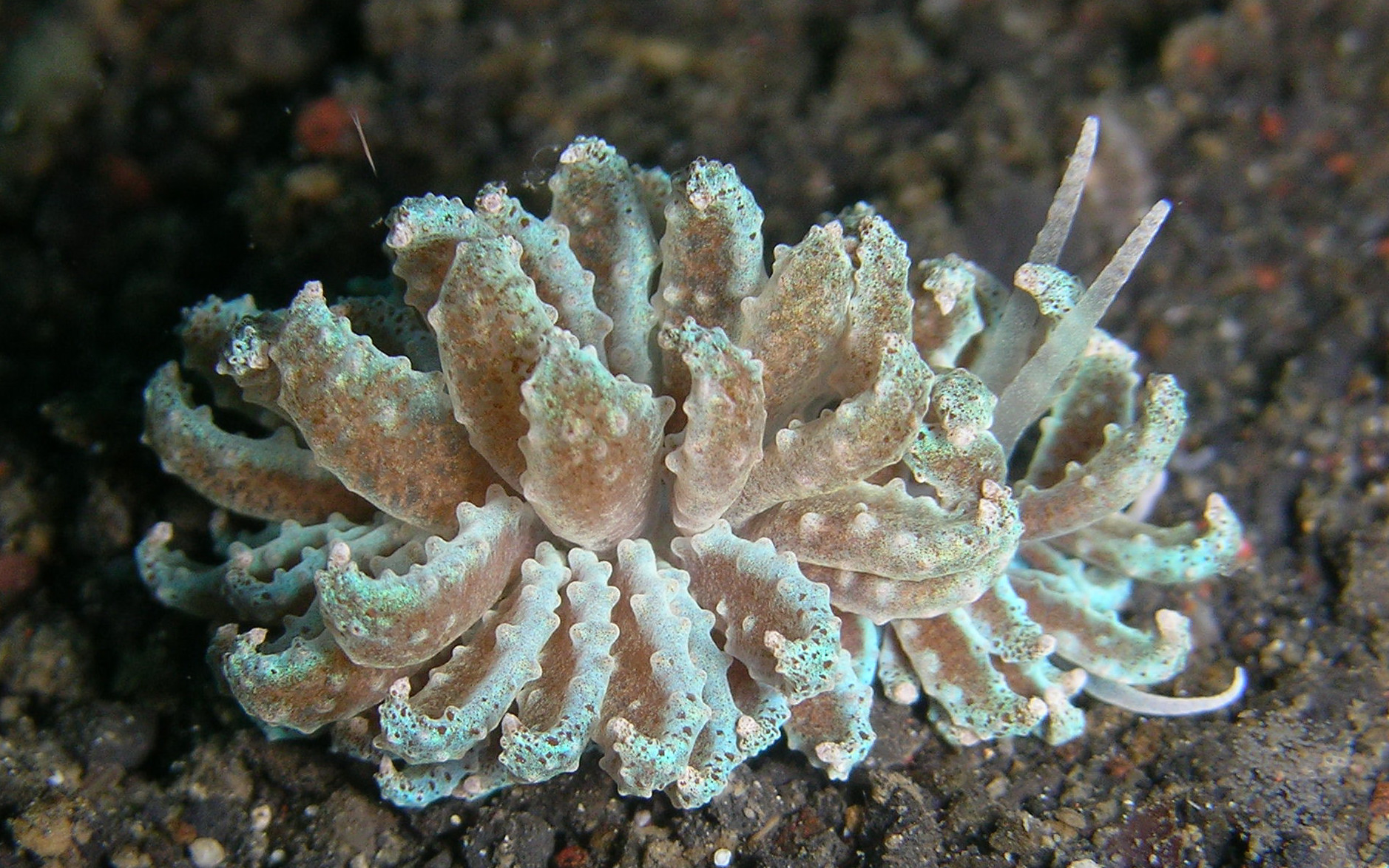
Phyllodesmium crypticum.
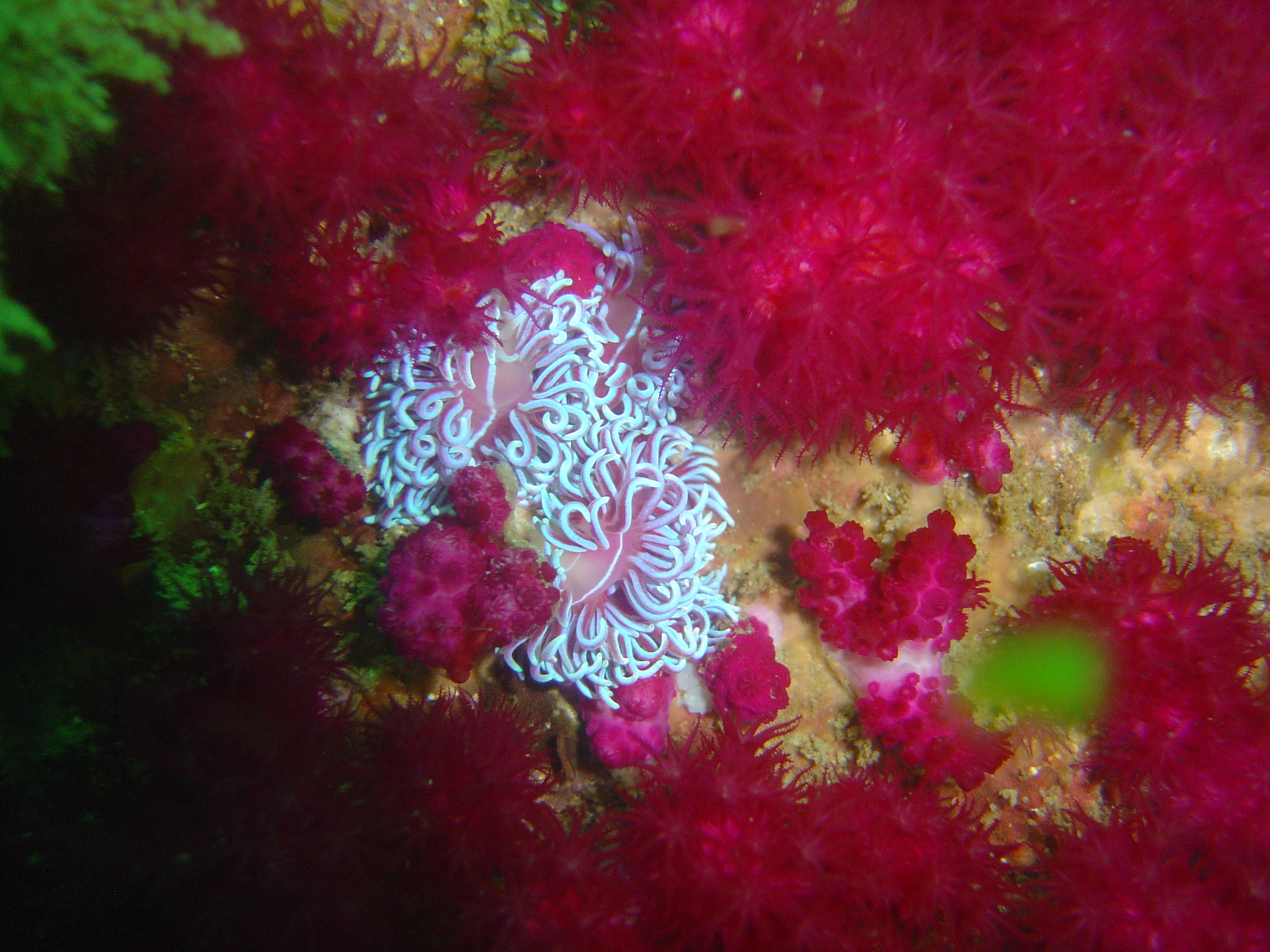
Phyllodesmium horridum.
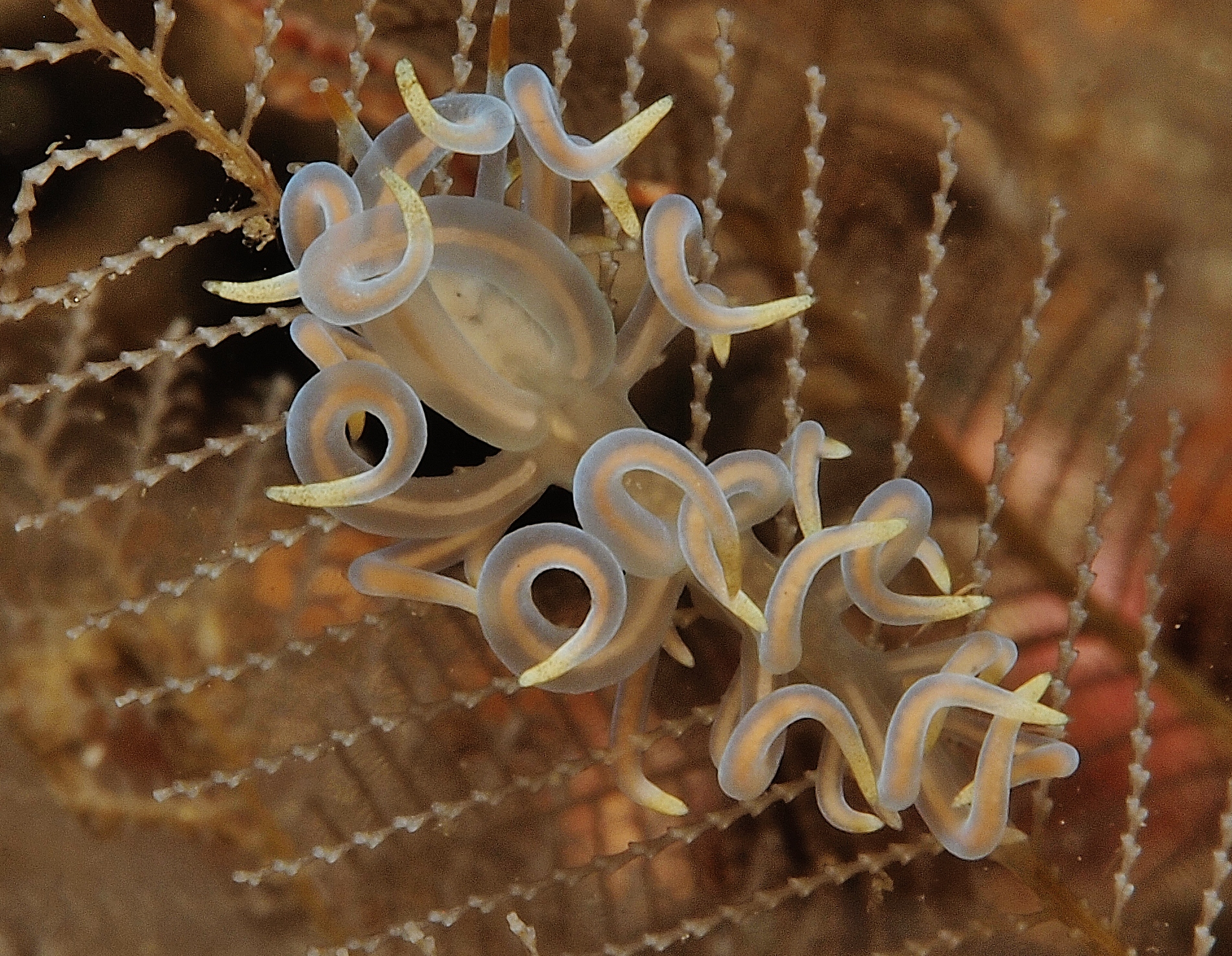
Phyllodesmium iriomotense.
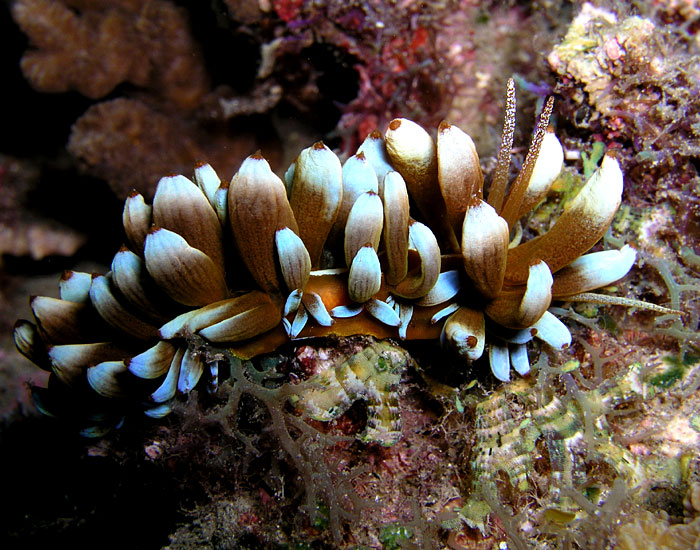
Phyllodesmium kabiranum.
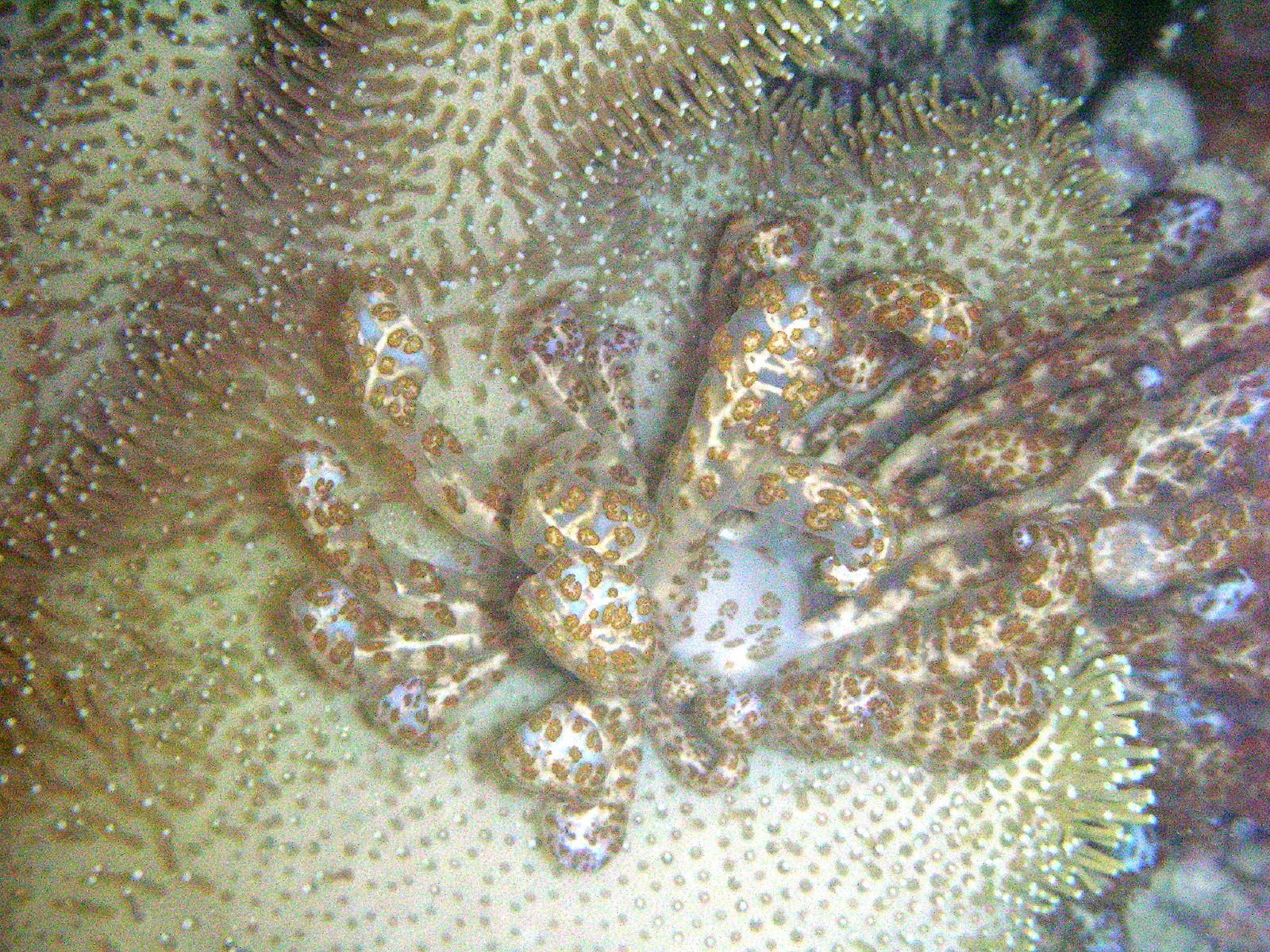
Phyllodesmium longicirrum.
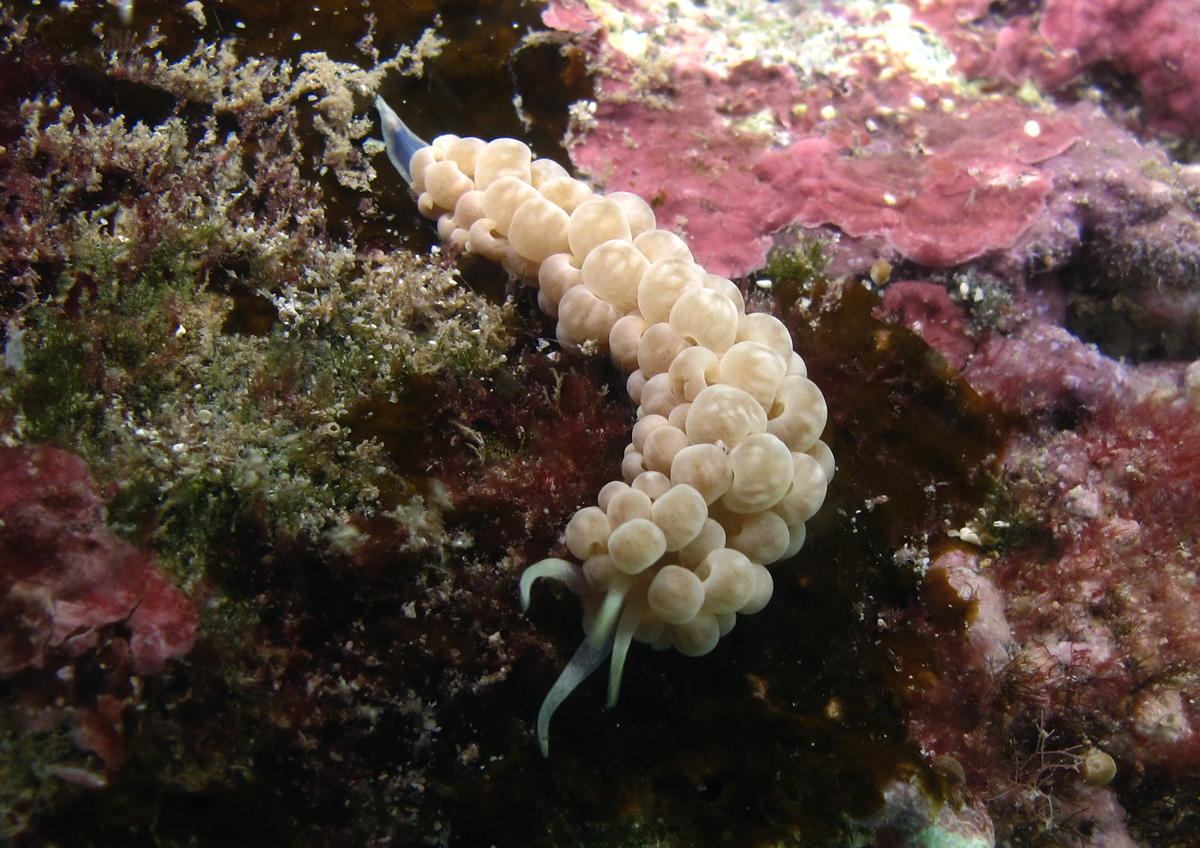
Phyllodesmium magnum.
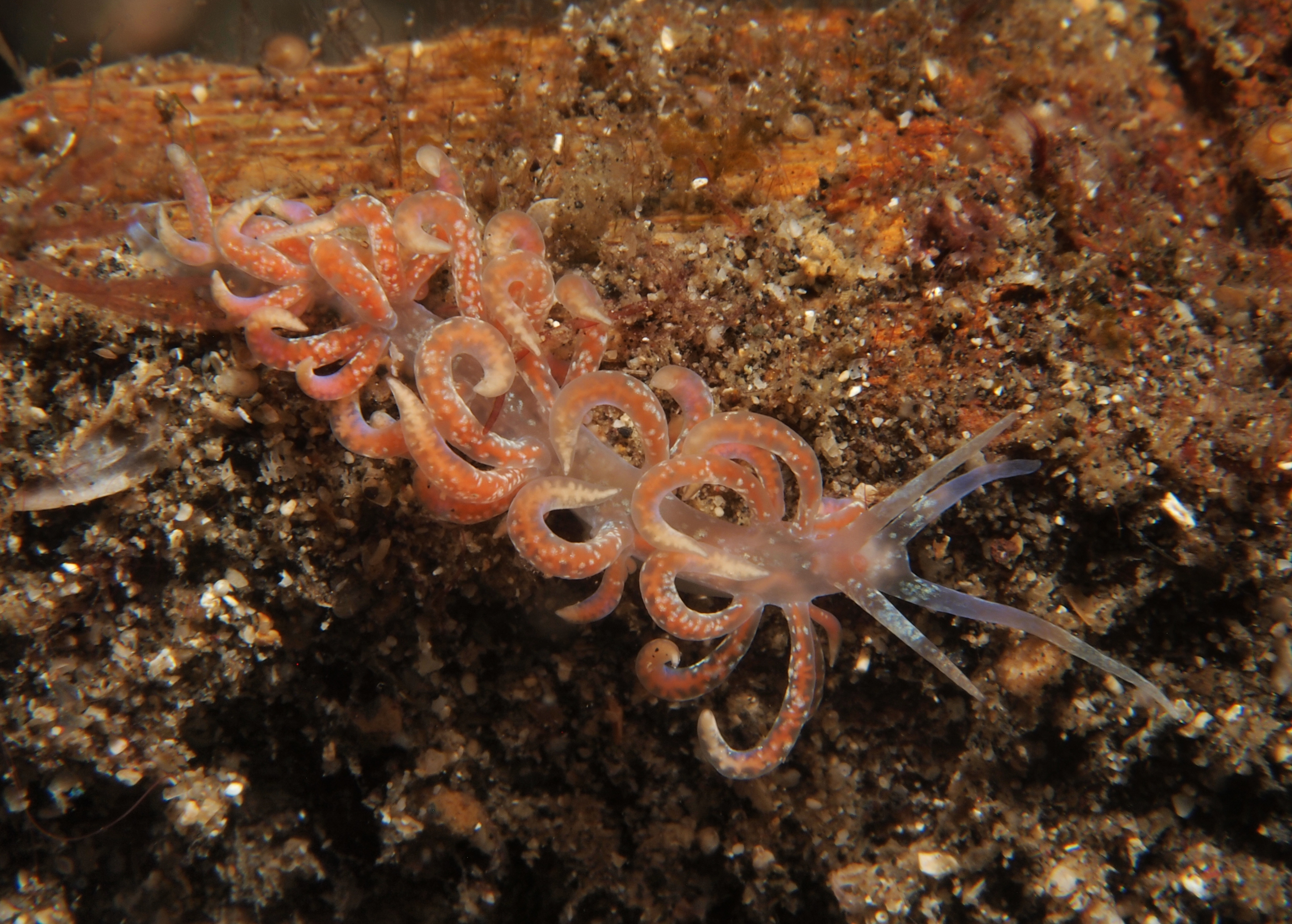
Phyllodesmium poindimiei.
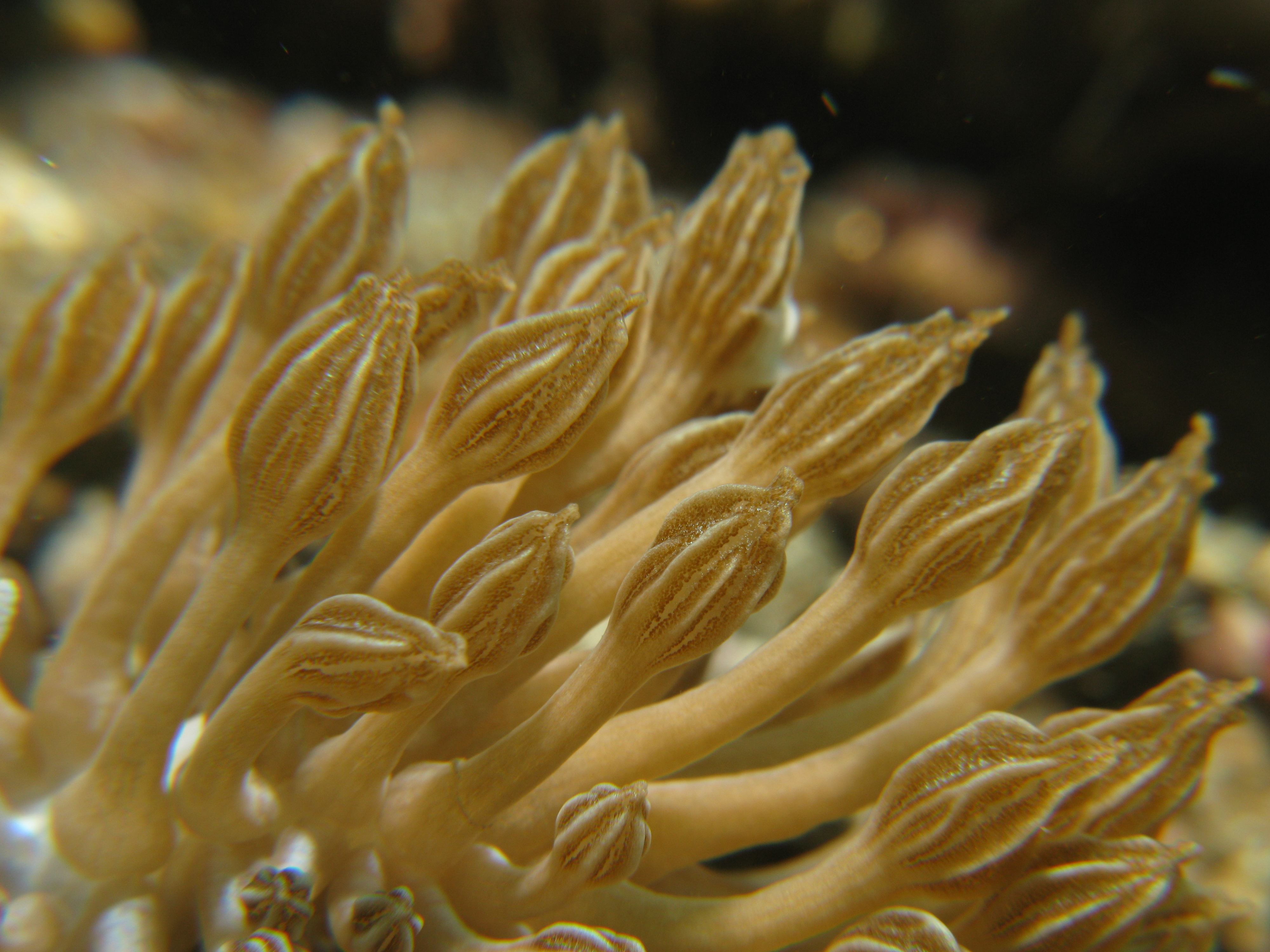
Phyllodesmium rudmani.
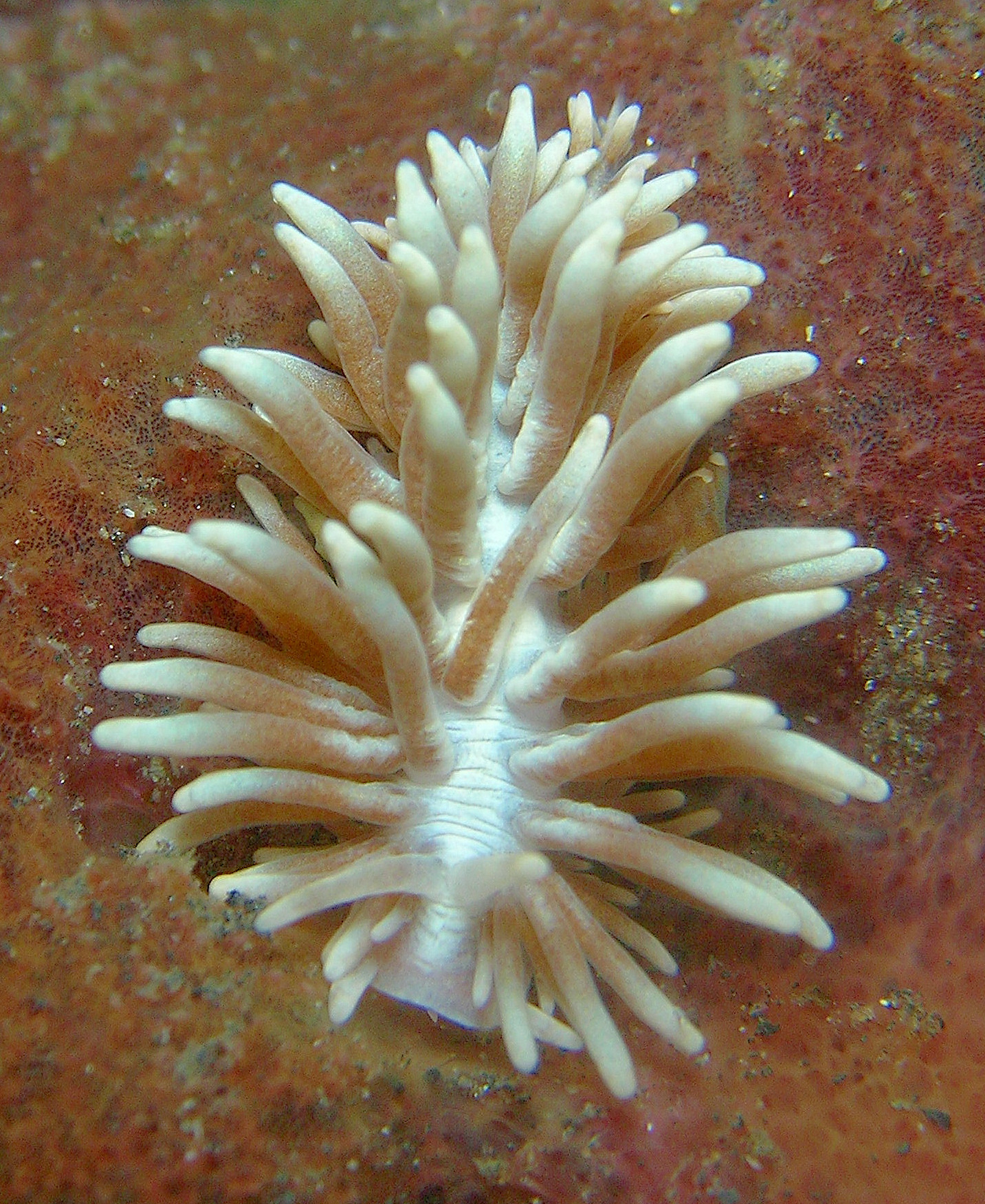
Phyllodesmium serratum.
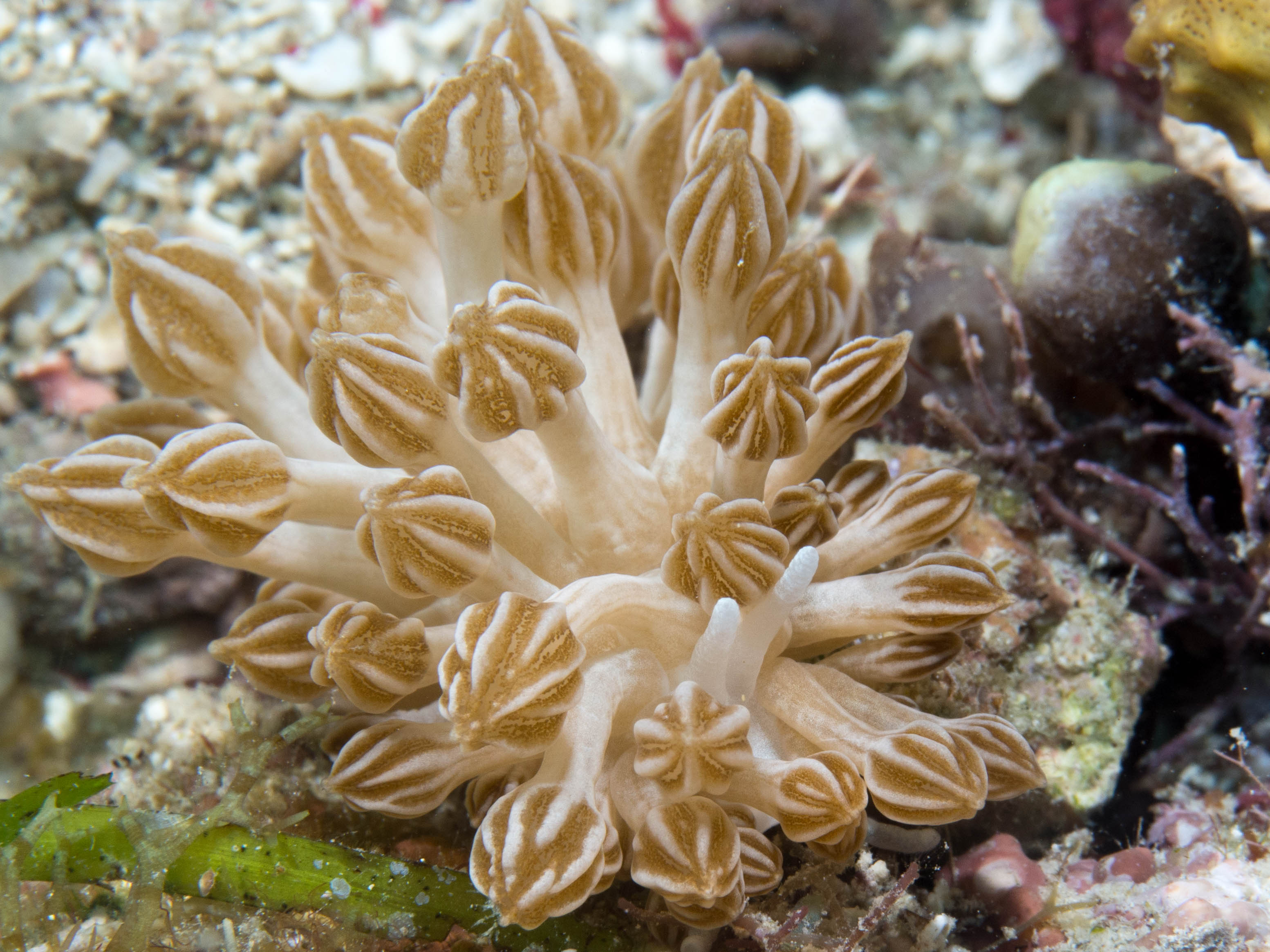
Phyllodesmium rudmani.